# جورج هنري كرام
جورج هنري كرام (بالإنجليزية: George Henry Cram)‏ هو ضابط أمريكي، ولد في 22 يناير 1838 في شاموكين في الولايات المتحدة، وتوفي في 5 أغسطس 1872 في إقليم داكوتا ‏ في الولايات المتحدة.